# ماهر عطار
ماهر عطار (وُلد في 12 مارس 1963، بيروت) هو مصوّرٌ لبناني-فرنسي ومصورٌ صحفي حر. ولد في بيروت-لبنان في 12 آذار/مارس 1963. ظهرت صورة الأم ذات الساق الواحدة في الحرب الأهلية اللبنانية في الصفحة الأولى من نيويورك تايمز. أنجز عطّار العديد من مهام التصوير لمجلات التصوير الدولية، وكان عضواً في وكالة سيغما منذ عام 1986.
شغل ماهر عطار العديد من المناصب كمصوّر ومستشار اتصالات للأميرة هيا بنت الحسين ومدير مكتب الشيخة موزا بنت ناصر المسند، وكان مسؤولاً عن تطوير بنك الصور القطري وعن تطوير البرامج المصممة للمنظمات غير الحكومية لتعليم الأطفال من الدول الآسيوية تقنيات التصوير.

## مهنة التصوير
حاز عطار على العديد من الجوائز لعمله مصوراً زمن الحرب ومصوراً لنمط حياة قادة ومشاهير العالم، وقد أنتج صوراً لمجلات ومشاهير ومنظمات غير حكومية.
عام 1984، بدأ ماهر عطار حياته المهنية مصوراً حربياً يعمل لحساب وكالة فرانس برس في لبنان. كان أول ظهورٍ له كمصور صحفي عام 1985 بفضل صورة التقطها خلال الحرب الأهلية اللبنانية، حيث عرضت في الصفحة الأولى لمجلة نيويورك تايمز. عام 1986، عيّنة وكالة سيغما (والتي تعرف الآن باسم كوربيس غيتي) مراسلاً لها في منطقة الشرق الأوسط. غطّى ماهر أحداث الحرب العراقية الإيرانية وحرب الخليج الأولى، وحرب طالبان في أفغانستان، واختطاف آشلي لاورو وأزمة الرهائن الأمريكيين والفرنسيين (أزمة الرهائن في لبنان) في لبنان وغيرها وأحداث وصراعات الشرق الأوسط.

عام 1990، نقلت الوكالة ماهر عطّار إلى فرنسا ليكون ضمن فريق نخبة المصورين المقيمين في باريس. سافر عطار في العديد من المهام التي غطّت أحداث عالمية كبرى وتابع قادة ومشاهير العالم كالرئيس الفرنسي جاك شيراك ورئيس الوزراء اللبناني رفيق الحريري وملكة الأردن رانيا العبد الله والزعيم الفلسطيني ياسر عرفات والممثلة إليزابيث تايلور والمغني فيل كولينز والشيف ألان دوكاس وعارضة الأزياء ديلي هادون والنحات بيرنار فينت والرسام زاو وو كي والمعماري الإسباني سنتياغة كالاترافا.

عام 2002، أسس عطّار وكالته الخاصة للتصوير الصحفي (MGA Production)، نجحت في العمل مع عملاء رئيسيين كمجلة لايف ونيوزويك ومجلة تايم وصحيفة لوفيغارو وباريس ماتش.